# José Luis Azcona Hermoso
José Luis Azcona Hermoso (Pamplona, 28 de marzo de 1940-Belém, 20 de noviembre de 2024) fue un obispo católico y misionero agustino recoleto español.

## Biografía
José Luis nació en Pamplona (1940), hijo de Martín Azcona y de Esperanza Hermoso vivió en la localidad navarra de Dicastillo. A los diez años ingresó en el seminario menor de San Sebastián. Hizo votos simples en 1958 y votos solemnes en 1961 como miembro de la orden de agustinos recoletos en Monachil (Granada). Fue ordenado sacerdote el 21 de diciembre de 1963 por el obispo Giovanni Canestri, en la Archibasílica de San Juan de Letrán en Roma, en pleno Concilio Vaticano II.
En 1964 estudió teología en Monachil (Granada) y se doctoró en Teología moral en el Instituto Alfonsiano de los Padres Redentoristas de Roma. Entre 1966 y 1970 fue capellán de inmigrantes españoles en Alemania. Dos veces fue provincial de su propia congregación. Los cargos más destacados que desempeñó fueron: prior provincial de la Provincia de Santo Tomás de Villanueva (1975-1981), vicemaestro de novicios en el Desierto de la Candelaria, Colombia (1982) y maestro de novicios en Los Negrales, Madrid (1983).

## Obispo de Marajó
En 1985 llegó a Brasil. El 16 de febrero de 1987 fue nombrado prelado de Marajó por Juan Pablo II. Recibió su consagración episcopal el 5 de abril siguiente en Belém, capital de Pará, de manos del arzobispo Alberto Gaudêncio Ramos. Desde el 12 de abril del mismo año residió en Soure, en la isla de Marajó (Pará).
Durante su episcopado denunció el miserable estado en que vivía la población de su diócesis, en la desembocadura del río Amazonas, la degradación ambiental y la explotación excesiva de los recursos forestales. También denunció la prostitución y la trata de mujeres y niños hacia la Guayana Francesa y Europa. Por estas denuncias fue amenazado de muerte.
El 1 de junio de 2016 el Papa Francisco aceptó su dimisión por haber alcanzado el límite de edad; Fue sucedido por Evaristo Pascoal Spengler. A partir de ese momento conservó el título de prelado emérito de Marajó.
En 2023, después de haber criticado el instrumentum laboris del sínodo de los obispos para la Amazonía de 2019 y las ceremonias en honor de la Pachamama celebradas en los jardines del Vaticano, la nunciatura apostólica en Brasil lo invitó a abandonar el territorio de la prelatura en la que se encontraba. Había residido durante treinta años. Tras numerosas protestas populares, la nunciatura retiró la medida.
Falleció el 20 de noviembre de 2024 en Belém a la edad de 84 años.

## Distinciones
- Premio Jaime Brunet a la Promoción de los Derechos Humanos (2021), por ser un modelo de compromiso cristiano, al haber promocionado la justicia social y del cuidado del medio ambiente.[6]
- Ordem do Mérito Princesa Isabel (2022), en reconocimiento a sus servicios en la promoción y defensa de los Derechos Humanos.[7]